# Mikołaj Tawtygierd
Mikołaj Tawtygierd herbu Dryja właściwie Tawtygierd (ur. w XIV w., zm. w XV w.) – bojar litewski, adoptowany podczas unii horodelskiej (1413), starosta mejszagolski (1434).

## Życiorys

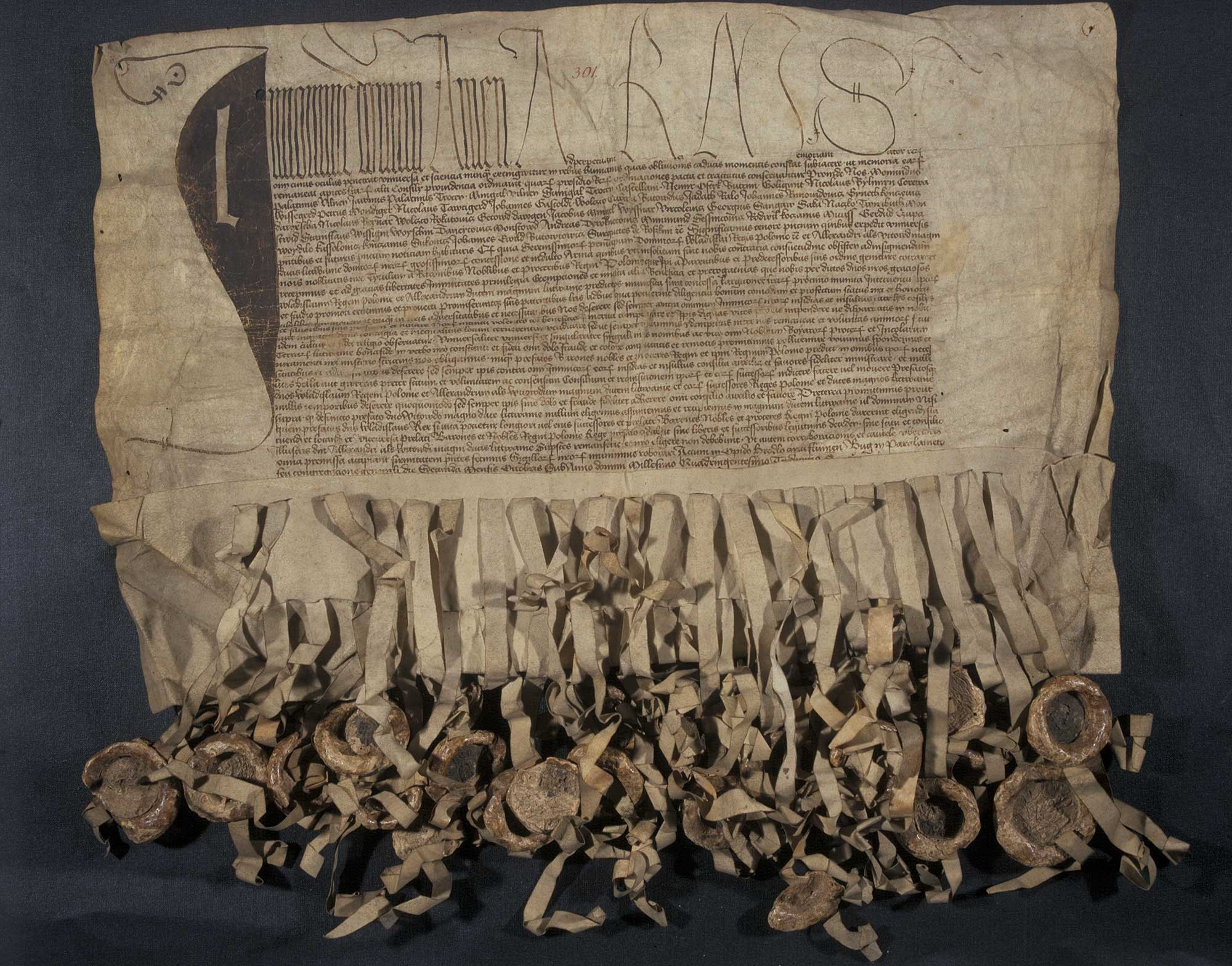
Dokument unii horodelskiej z 1413 roku z przyczepionymi pieczęciami

W 1413 roku podczas unii horodelskiej doszło do przyjęcia przez polskie rodziny szlacheckie, bojarów litewskich wyznania katolickiego (tzw. adopcja herbowa). Jednym z ważniejszych dowodów tamtego wydarzenia jest istniejący do dziś dokument, do którego przyczepione są pieczęcie z wizerunkami polskich herbów szlacheckich.
Z dokumentu dowiadujemy się o istnieniu Mikołaja Tawtygierda, który został adoptowany przez przedstawicieli Dryjów.
Kolejne dokumenty historyczne prowadzą nas do 1434 roku. Mikołaj przywiesił wówczas swoją pieczęć do aktu unii grodzieńskiej. W dokumencie została również zawarta informacja o pełnionym wówczas przez niego urzędzie starosty mejszagolskiego.
Polski historyk, Władysław Semkowicz (1878–1949), podaje informacje o danej pieczęci. Zaznacza przy tym, że pieczęć już w jego czasach była „znacznie nadwyrężona”, z uwagi na liczne wpływy historyczne. Oprócz widocznego na pieczęci wizerunku skrzydła w klejnocie herbu, odczytał też napis otokowy (napis występujący często wokół znaku pieczętnego), w sposób następujący: 

s ∙ nicolai ...... czesow

Wyczytane z pieczęci słowo nicolai to oczywiście łaciński odpowiednik imienia Mikołaj. Dalszych informacji nie udało mu się rozszyfrować z powodu złego stanu pieczęci. Dopiero ostatnich kilka liter udaje mu się odczytać jako czesow. Semkowicz twierdzi przy tym, że jest to zbyt mało, aby odgadnąć kryjącą się za nimi nazwą miejscowości.
Omawiany Tawtygierd nie ma nic wspólnego ze wspomnianym w dokumentach z 1398 roku Tawtygindem.

### Życie prywatne
Brak informacji źródłowych z XV wieku, wskazujących, że Mikołaj pozostawił po sobie jakiekolwiek potomstwo.